# Liste der Monuments historiques in Betoncourt-sur-Mance
Die Liste der Monuments historiques in Betoncourt-sur-Mance führt die Monuments historiques in der französischen Gemeinde Betoncourt-sur-Mance auf.

## Liste der Objekte
| Bezeichnung                 | Beschreibung                                                                                | Standort                                    | Kennzeichnung | Schutzstatus | Datum | Bild |
| --------------------------- | ------------------------------------------------------------------------------------------- | ------------------------------------------- | ------------- | ------------ | ----- | ---- |
| Kasel                       | Seide, bestickt, 18. Jahrhundert                                                            | in der Kirche Sts-Ferréol-et-Ferjeux (Lage) | PM70002066    | Inscrit      | 1989  |      |
| Gemälde Mariä Verkündigung  | Ölfarbe auf Leinwand, Holzrahmen, 18. Jahrhundert                                           | in der Kirche Sts-Ferréol-et-Ferjeux (Lage) | PM70002067    | Inscrit      | 1989  |      |
| Gemälde Anbetung der Hirten | Ölfarbe auf Leinwand, Holzrahmen, 18. Jahrhundert                                           | in der Kirche Sts-Ferréol-et-Ferjeux (Lage) | PM70002068    | Inscrit      | 1989  |      |
| Hauptaltar                  | Altartisch, Altaraufbau und Tabernakel; Holz, farbig gefasst und vergoldet, 18. Jahrhundert | in der Kirche Sts-Ferréol-et-Ferjeux (Lage) | PM70002069    | Inscrit      | 1989  |      |
| Altarkreuz                  | Kupfer, 18. Jahrhundert                                                                     | in der Kirche Sts-Ferréol-et-Ferjeux (Lage) | PM70002070    | Inscrit      | 1980  |      |
| Sechs Altarleuchter         | Kupfer, 18. Jahrhundert                                                                     | in der Kirche Sts-Ferréol-et-Ferjeux (Lage) | PM70002071    | Inscrit      | 1980  |      |
| Taufbecken                  | Stein, 17. Jahrhundert                                                                      | in der Kirche Sts-Ferréol-et-Ferjeux (Lage) | PM70003956    | Inscrit      | 2009  |      |